# 贡纳尔·拉松 (越野滑雪运动员)
贡纳尔·拉松（瑞典語：Gunnar Larsson，1944年7月1日—），瑞典男子越野滑雪运动员。他曾代表瑞典参加1968年和1972年冬季奥林匹克运动会越野滑雪比赛，共获得一枚银牌和一枚铜牌。